# Apristurus herklotsi
Apristurus herklotsi är en hajart som först beskrevs av Fowler 1934.  Apristurus herklotsi ingår i släktet Apristurus och familjen rödhajar. IUCN kategoriserar arten globalt som otillräckligt studerad. Inga underarter finns listade i Catalogue of Life.

## Bildgalleri

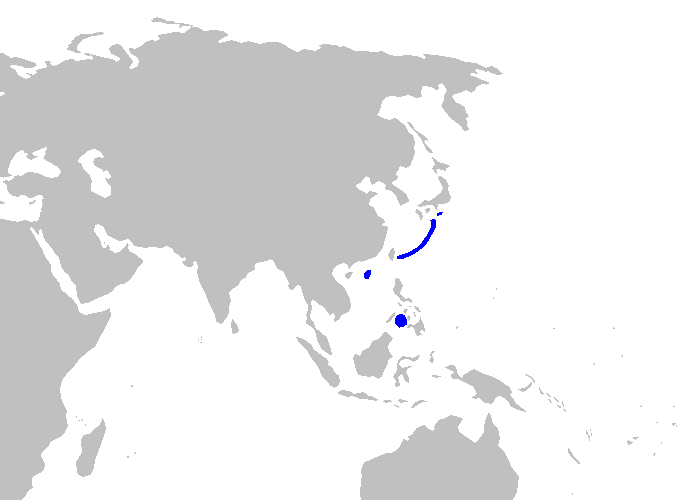